# Timo Niemi (Radsportler)
Timo Niemi (* 2. September 1942) ist ein ehemaliger finnischer Radrennfahrer.

## Sportliche Laufbahn
Niemi war im Straßenradsport aktiv. Er gewann die Rennen Imatran ajot 1962, Joensuun maantiejot und Hyrylän ajot 1966 sowie Joensuun maantiejot 1967.
Die Internationale Friedensfahrt bestritt er zweimal. 1962 war er ausgeschieden, 1963 wurde er 72. im Endklassement. Er startete für den Verein Tampereen Yritys.